# Red Nacional de los Ferrocarriles Españoles
|  | Aquest article tracta sobre l'ens ferroviari públic existent entre 1941 i 2004. Vegeu-ne altres significats a «Renfe Operadora». |

La Red Nacional de los Ferrocarriles Españoles (RENFE) fou un organisme estatal espanyol de transport ferroviari existent com a tal entre 1941 i 2004. El 2005 es va dividir en ADIF, ens gestor de les infraestructures ferroviàries espanyoles, i Renfe Operadora, companyia que es va quedar amb l'explotació dels ferrocarrils.
Va ser fundada el 24 de gener de 1941 resultat de la nacionalització de diverses companyies ferroviàries. Algunes van ser Companyia dels Camins de Ferro del Nord d'Espanya, la Companyia dels Ferrocarrils de Madrid a Saragossa i Alacant, la Companyia de l'Oest, la Companyia dels Ferrocarrils Andalusos i el Metro Transversal de Barcelona fins al 1943 (ja que era d'ample ibèric, característica definitòria de la llei de nacionalització), entre d'altres.

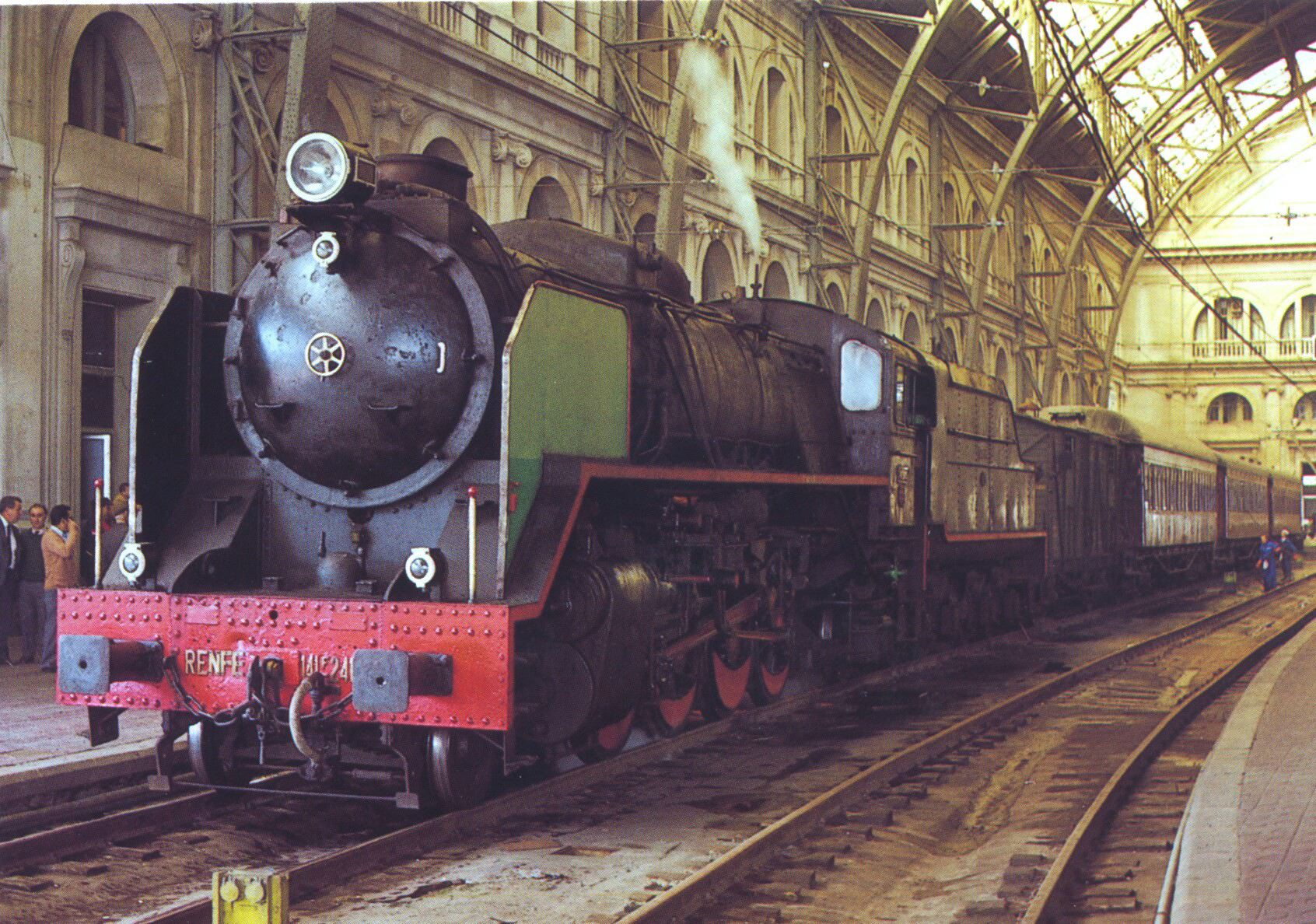
Estació de França en època d'explotació per part de RENFE.

## Cronologia
- El 24 de gener de 1941, el govern del dictador Franco aprovà la Llei de Bases d'Ordenació Ferroviària i dels Transports per Carretera que establia la nacionalització i agrupament en una sola empresa de totes les companyies d'ample de 1.668 metres de l'estat espanyol, que passaven a formar part de la Red Nacional de los Ferrocarriles Españoles, RENFE. En el moment de l'expropiació Renfe disposava de 12.401 km de vies.
- El 13 de novembre de 1951 s'inaugurà l'arribada del ferrocarril a la Pobla de Segur a línia de Lleida a La Pobla de Segur[1]
- El 27 de febrer de 1984, amb vistes a l'entrada a la Unió Europea, se signà el primer "contracte-programa" entre Renfe i l'Estat espanyol, que per primera vegada suprimia les subvencions a fons perdut a la companyia. Això comportà el tancament de les línies «altament deficitàries», les quals quedaven inclosos el tram de Ripoll a Sant Joan de les Abadesses (clausurat el 1985), i la línia de Lleida a La Pobla de Segur, la qual fou salvada gràcies al fet que la Diputació de Lleida i la Generalitat de Catalunya sufragaren les pèrdues a partir d'aleshores.[1] A tot l'estat es van tancar 1.003 km de vies deficitàries.

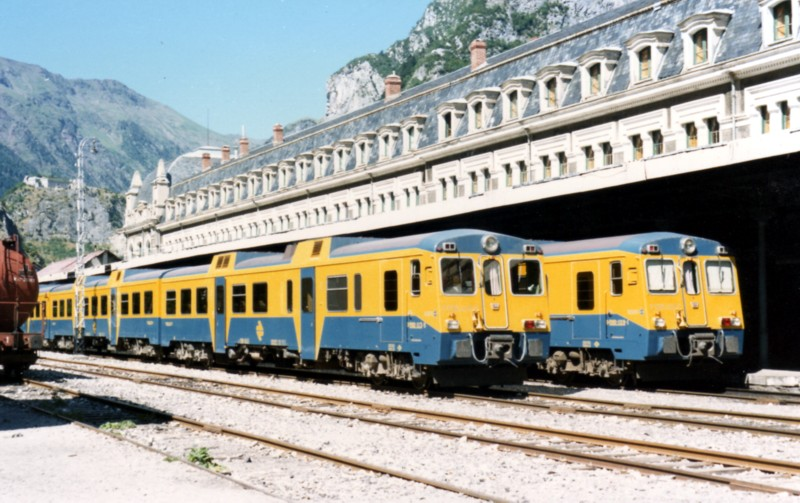
Canfranc al 1985

- Tancament del ramal de Les Franqueses a Granollers.
- Aprovació de la directiva europea 91/440, que implicava la liberalització del transport a Europa. Obligava al ferrocarril a ser competitiu i a no dependre de les subvencions públiques.
- L'abril de 1992 s'inaugurà l'Exposició Universal de Sevilla, i la primera línia d'Alta Velocitat d'Espanya (AVE), que va unir la ciutat andalusa i Madrid. RENFE distribuí el codi 54 entre els seues treballadors, en el que ordenava identificar i expulsar de les seues estacions a persones que entraren en la categoria de grups de risc: “homosexuals, drogaddictes, prostitutes, objectors de consciència” i altres. Aquesta mesura fou protestada per l'organització Radical Gai. Foren reprimits per policies i finalment RENFE retirà la normativa per la pressió feta per la premsa.[2]
- L'octubre de 2003 s'inaugurà la línia de l'AVE Lleida-Madrid.
- 31 de desembre de 2004 L'empresa es dividí entre dos ens: ADIF s'encarregaria de la gestió de les infraestructures, Renfe Operadora s'encarregaria de l'explotació.